# Ouvrage du Mottenberg
L'ouvrage du Mottenberg est un ouvrage fortifié de la ligne Maginot, situé sur la commune d'Obervisse, dans le département de la Moselle.
C'est un petit ouvrage d'infanterie, comptant trois blocs. Construit à partir de 1931, il a été épargné par les combats de juin 1940, mais démantelé plus tard par les ferrailleurs.

## Position sur la ligne
Faisant partie du sous-secteur de Narbéfontaine dans le secteur fortifié de Boulay, l'ouvrage du Mottenberg, portant l'indicatif A 33, est intégré à la « ligne principale de résistance » entre les casemates d'intervalle de Bisterberg Sud IV (C 68) au nord et celle Sud de Mottenberg (C 69) au sud, hors de portée des canons des ouvrages d'artillerie.
L'ouvrage est installé sur le versant sud de la cote 414, appelé le Mottenberg.

## Description
L'ouvrage est composé en surface de trois blocs de combat, dont l'un sert aussi de bloc d'entrée, avec en souterrain des magasins à munitions (M 2), une usine (avec deux groupes électrogènes Renault de 50 chevaux) et une caserne, le tout relié par une galerie profondément enterrée.
Une entrée spécifique, une tourelle de 81 mm et une autre de 135 mm auraient dû se greffer à l'ouvrage en 2e cycle.
Le bloc 1 servait en même temps d'entrée, de casemate d'infanterie flanquant vers le nord et d'observatoire, équipé avec un créneau mixte pour JM/AC 47 (jumelage de mitrailleuses et canon antichar de 47 mm), un autre créneau pour JM, une cloche VDP (vue directe et périscopique) et deux cloches GFM (guetteur fusil-mitrailleur).
Le bloc 2 est une casemate cuirassée d'infanterie, armée avec deux cloches JM et une cloche GFM.
Le bloc 3 est un bloc d'infanterie, avec une tourelle de mitrailleuses et une cloche GFM.

## Histoire
La tourelle de l'ouvrage a participé le 21 juin 1940 a une opération de défense de son voisin immédiat, l'ouvrage du Kerfent, provoquant des pertes importantes chez l'assaillant.
En 1944, lors du repli allemand a eu lieu l'explosion d'un stock de munitions à l'intérieur du bloc 1, endommageant fortement la façade de celui-ci ainsi que l’intérieur du bloc même.
L'Armée française, dans le courant des années 1970 et 1980, s'est défait de l'ouvrage qui a, peu de temps après la vente, vu ses équipements et cuirassements démantelés et envoyés à la ferraille.

## L'ouvrage aujourd'hui
L'ouvrage subsiste de nos jours à l'état d'épave, totalement vide d'équipements intérieurs, privé de tout cuirassements et armements, consécutivement à l'opération menée dans les années 1970. Par ailleurs, Le bloc 1 endommagé lors de l'explosion survenue en 1944, est resté tel quel.
Ses accès, blocs et façades ont par ailleurs été en grande partie remblayés.